# Consonne roulée uvulaire voisée
Pour la lettre yr ‹ ʀ ›, voir Ʀ.
 (août 2023).
Si vous disposez d'ouvrages ou d'articles de référence ou si vous connaissez des sites web de qualité traitant du thème abordé ici, merci de compléter l'article en donnant les références utiles à sa vérifiabilité et en les liant à la section « Notes et références ».
La consonne roulée uvulaire voisée est un son consonantique peu fréquent dans les langues parlées. Son symbole dans l'alphabet phonétique international est [ʀ]. Ce symbole représente un r en petite capitale. 
Cette consonne est collectivement et couramment appelées r « uvulaire » ou r « grasseyé ». 
Elle se distingue du r dit « r roulé », plus courant dans les langues du monde, représenté habituellement par le symbole [r] qui est une  consonne roulée alvéolaire voisée. 
Donc le [ʀ] « grasseyé » et le [r] « roulé » sont tous deux des sons consonnes roulés, ainsi que voisés ou sonores ; mais leur point d'articulation est différent : pour le [r] « roulé » la pointe (apical) ou la lame (laminal) de la langue bat et vibre contre la crête alvéolaire du palais (ou alvéoles des dents de la mâchoire supérieure, raison pour laquelle ce phone est aussi appelé r « dental »). Alors que pour le [ʀ] « grasseyé » c'est le dos de la langue (dorsal) qui bat et vibre contre la luette ou uvule.
Elle se distingue aussi du r dit guttural, prononciation la plus fréquente en français standard du phonème /r/, qui en est très proche phonétiquement et qui se note [ʁ] en API. Cette dernière est décrite pour sa part comme une consonne fricative uvulaire voisée. 
Elles sont donc toutes deux elles aussi sonores, et elles partagent le même point d'articulation (le dos de la langue contre la luette). Elle ne diffèrent, cette fois, que par leur mode d'articulation, puisque le r grasseyé est roulé et que dans son cas la langue vibre contre la luette, alors que pour le r guttural la langue frotte contre la luette sans vibrer. Raison pour laquelle on appelle le r guttural aussi un « “r” uvulaire dévibré ».

## Caractéristiques
Voici les caractéristiques de la consonne roulée uvulaire voisée :
- Son mode d'articulation est roulée, ce qui signifie qu’elle est produite par la vibration de l'organe d'articulation.
- Son point d'articulation est uvulaire, ce qui signifie qu'elle est articulée avec le dos de la langue (dorsal) contre ou près de la luette.
- Sa phonation est voisée, ce qui signifie que les cordes vocales vibrent lors de l’articulation.
- C'est une consonne orale, ce qui signifie que l'air ne s’échappe que par la bouche.
- C'est une consonne centrale, ce qui signifie qu’elle est produite en laissant l'air passer au-dessus du milieu de la langue, plutôt que par les côtés.
- Son mécanisme de courant d'air est égressif pulmonaire, ce qui signifie qu'elle est articulée en poussant l'air par les poumons et à travers le chenal vocatoire, plutôt que par la glotte ou la bouche.

## En français
Le français standard ne prononce pas habituellement ce son, mais celui-ci peut se retrouver dans certaines de ses variantes régionales. Il était utilisé dans le français parisien historique (Édith Piaf).

## Autres langues
- Monégasque : terra [teʀa] « terre »

Certains dialectes de langues germaniques comme l'allemand, le néerlandais, le luxembourgeois, le suédois et le danois peuvent utiliser ce son.
Le portugais brésilien peut l'utiliser aussi. Il s'utilise couramment en hébreu.

## Utilisation en chant
Ce son est souvent utilisé par les chanteurs francophones. On le rencontre dans la prononciation de certains chanteurs soit pour des raisons dialectales (comme Édith Piaf, car ce son est aussi appelé le r parisien) ou dans un but de sur-articulation et de clarté d'élocution ou pour un effet expressif, comme chez les chanteurs suivants (liste non limitative) : 
- Georges Brassens
- Jacques Brel
- Jean Ferrat
- Christine Sèvres
- Claude Nougaro
- Juliette
- Édith Piaf
- Barbara
- Serge Lama
- Charles Aznavour
- Boris Vian
- Stromae
- Booba
- Damso
- Indila
- Pierre de Maere
- Willie Lamothe